# 히가시야마촌 (나라현)
히가시야마촌(東山村)은 나라현 북동부, 소에카미군에 속해있던 촌이다. 현재의 야마조에촌의 일부에 해당한다.

## 역사
- 1889년 4월 1일 - 정촌제 시행에 의해 소에카미군 히가시야마촌이 성립하였다.
- 1956년 9월 30일 - 히가시야마촌은 야마베군 하타노촌, 도요하라촌과 합병해 야마조에촌이 성립하여, 동일 히가시야마촌은 폐지되었다.